# Операція «Ембер фокс»
Операція «Ембер фокс» (англ. Operation Amber Fox — операція «Бурштиновий лис») — операція сил НАТО у Північній Македонії, проведена під керівництвом Німеччини і Нідерландів, командування якою на початку здійснював німецький бригадний генерал Гайнц-Георг Кеерль, а згодом — нідерландський бригадний генерал Й. Г. де Йонге. Відбулася після операції «Основний урожай», також керованої НАТО.

## Історія
Підставою для операції НАТО була необхідність надати в кризових ситуаціях міжнародний військовий захист міжнародним спостерігачам, які працювали у Македонії після Охридської рамкової угоди і албанського заколоту в Македонії на початку 2001 та були важливі для подальшої стабілізації у Македонії.
Президент колишньої югославської республіки Македонії Борис Трайковський в офіційному листі від 18 вересня 2001 року на ім'я Генерального секретаря НАТО попрохав про військову присутність НАТО, покликану додатково посприяти безпеці залучених у країні міжнародних спостерігачів після закінчення операції «Основний урожай».
У відповідь на лист президента Трайковського НАТО розробило «Операційний план 10417 Amber Fox», який Рада НАТО схвалила 26 вересня 2001 року. При цьому лист президента Трайковського являв собою правову основу операції. Операція також відповідала Статуту Організації Об'єднаних Націй. Рада Безпеки ООН у своїй резолюції № 1371 від 26 вересня 2001 року схвалила операцію, яка мала на меті створити на прохання македонського уряду багатонаціональну присутність сил безпеки в країні.
Місія офіційно розпочалася 27 вересня 2001 з тримісячним мандатом, спільне керівництво спершу взяв на себе Бундесвер. У червні 2002 року командування операцією перебрали на себе Нідерланди. Для досягнення цілей операції було залучено 700 солдатів, у тому числі 600 німецьких. 300 з них постійно дислокувалися в районі річки Вардар. Контингент включав евакуаційний підрозділ (англ. extraction force), групи військового зв'язку (англ. military liaison team), данський рухомий розвідувальний взвод (англ. mobile reconnaissance platoon) та штаби. Евакуаційний підрозділ складався з трьох рот із приблизно 100 особами в кожній, по одній від Франції, Італії та Німеччини. Один з елементів їхньої підготовки включав вертолітно-десантні операції, там ці вертолітні частини вели розвідувальну діяльність, визначаючи потенційні зони посадки, у чому їх підтримували команди знешкодження вибухових предметів, які підтверджували, що на тих ділянках немає ніяких мін. Остаточно місія завершилася 15 грудня 2002.
16 грудня 2002 послідовно почалася дрібніша операція «Елайд гармоні» з метою зробити Македонію спроможною гарантувати безпеку на всій своїй території власними засобами.